# Сент-Джозеф (тауншип, округ Стернс, Миннесота)
Сент-Джозеф (англ. St. Joseph) — тауншип в округе Стернс, Миннесота, США. На 2000 год его население составило 2449 человек.

## География
По данным Бюро переписи населения США площадь тауншипа составляет 87,6 км², из которых 86,2 км² занимает суша, а 1,3 км² — вода (1,54 %).

## Демография
По данным переписи населения 2000 года здесь находились 2449 человек, 845 домохозяйств и 637 семей.  Плотность населения —  28,4 чел./км².  На территории тауншипа расположено 876 построек со средней плотностью 10,2 построек на один квадратный километр. Расовый состав населения: 94,12 % белых, 0,49 % афроамериканцев, 0,16 % коренных американцев, 3,55 % азиатов, 0,37 % — других рас США и 1,31 % приходится на две или более других рас. Испанцы или латиноамериканцы любой расы составляли 3,35 % от популяции тауншипа.
Из 845 домохозяйств в 40,8 % воспитывались дети до 18 лет, в 62,2 % проживали супружеские пары, в 7,2 % проживали незамужние женщины и в 24,6 % домохозяйств проживали несемейные люди. 17,2 % домохозяйств состояли из одного человека, при том 3,9 % из — одиноких пожилых людей старше 65 лет. Средний размер домохозяйства — 2,90, а семьи — 3,30 человека.
30,5 % населения — младше 18 лет, 9,4 % — в возрасте от 18 до 24 лет, 30,9 % — от 25 до 44, 22,2 % — от 45 до 64, и 7,0 % — старше 65 лет. Средний возраст — 33 года. На каждые 100 женщин приходилось 109,1 мужчин.  На каждые 100 женщин старше 18 приходилось 111,6 мужчин.
Средний годовой доход домохозяйства составлял 45 396 долларов, а средний годовой доход семьи —  51 321 доллар. Средний доход мужчин —  32 039  долларов, в то время как у женщин — 22 288. Доход на душу населения составил 18 384 доллара. За чертой бедности находились 3,7 % семей и 6,3 % всего населения тауншипа, из которых 5,8 % младше 18 и 5,6 % старше 65 лет.